# Acrocercops didymella
Acrocercops didymella là một loài bướm đêm thuộc họ Gracillariidae. Loài này có ở New South Wales, Victoria, South Úc và Tây Úc.
Ấu trùng ăn Acacia cultriformis và Acacia longifolia. Chúng cuộn lá làm tổ.